# Инвазија Турске на Кипар
Инвазија Турске на Кипар, покренута 20. јула 1974, био је турски војни одговор на државни удар на Кипру 1974. у ком је збачен кипарски председник архиепископ Макариос III, а на власт постављен Никос Сампсон. Државни удар на Кипру је наредила војна хунта у Грчкој, а извршила га Кипарска национална гарда. Турска је искористила тај државни удар као изговор за инвазију и окупацију великог дела острва.
У јулу 1974. турске снаге су напале и заузеле 3% острва, пре прекида ватре. У међувремену је војна хунта у Грчкој оборена и замењена демократском владом. У августу 1974. даље турско напредовање је резултовало освајањем око 38% острва. Линија раздвајања након примирја августа 1974. постала је тампон зона Организације уједињених нација на Кипру и обично се назива Зеленом линијом.
Више од четвртине становништва Кипра је протерано из окупираног северног дела острва, где су Грци чинили око 80% становништва. Годину дана касније, око 60.000 кипарских Турака је побегло са југа на север острва. Турска инвазија се окончала поделом Кипра дуж Зелене линије која и данас дели Кипар. Турска Република Северни Кипар је 1983. прогласила независност, али њену независност признаје једино Турска.